# 圣马特奥德加列戈
圣马特奥德加列戈，是西班牙阿拉贡自治区萨拉戈萨省的一个市镇。 总面积72平方公里，总人口2212人（2001年），人口密度31人/平方公里。